# سياسة سلوفينيا

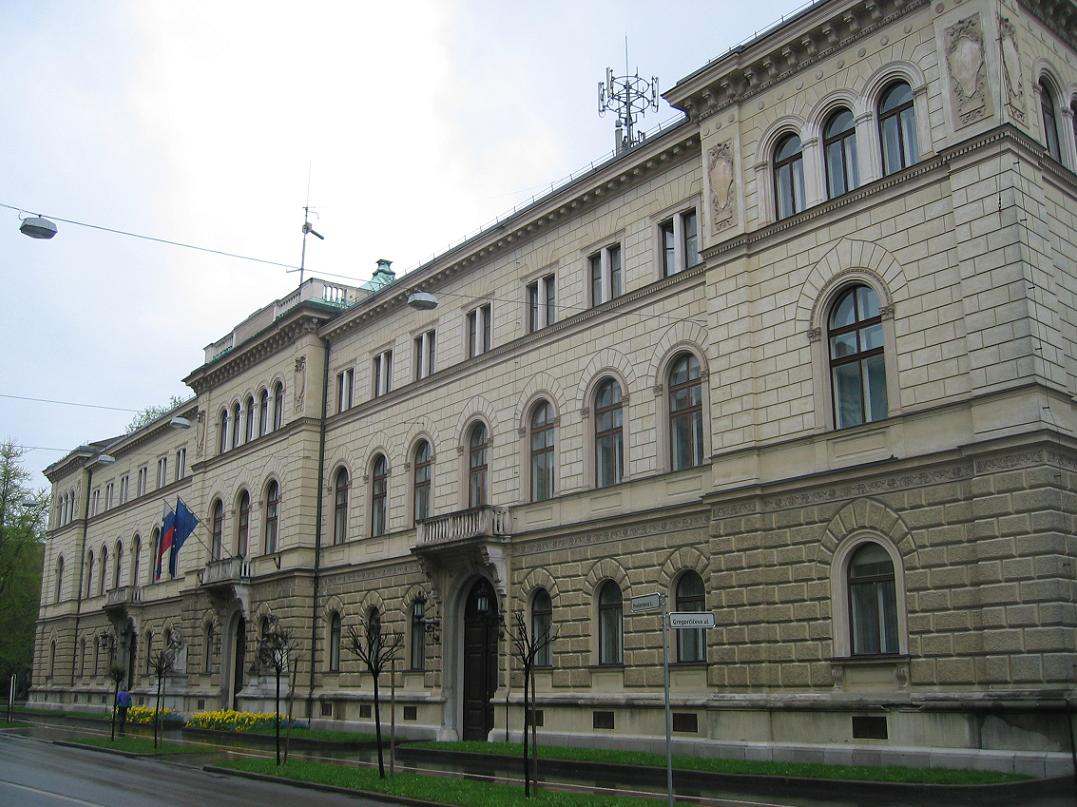
شوارع في منطقة المركز، ليوبليانا، أشجار عارية في ليوبليانا، مبنى الحكومة ومكتب الرئيس، صور الأعلام في ليوبليانا، أضواء الشوارع في منطقة المركز، ليوبليانا، لافتات الشوارع في ليوبليانا

قامة القيامه 

## التطور السياسي
اتبعت سلوفينيا بعد الاستقلال نظامًا قائمًا على الاستقرار الاقتصادي والحرية السياسية، مع تأكيد الانفتاح على الغرب والإرث الأوربي المركزي. أما حديثًا، ومع تزايد أهمية مكانتها الإقليمية، وكذلك كونها عضوًا في اتفاقية حفظ السلام في البوسنة والهرسك، وعضوًا في منظمة التجارة الدولية، وحتى بالنسبة إلى حجمها الصغير، تؤدي سلوفينيا دورًا كبيرًا في السياسة الدولية.
احتفظت الجمهورية السلوفينية منذ 1998 حتى 2000 بمقعد مؤقت في مجلس الأمن، وأثبتت نفسها من خلال ذلك المنصب بتميزها بالنشاط المبدع الدؤوب والواضح. كانت سلوفينيا عضوًا بالأمم المتحدة منذ سنة 1992 وفي المجلس الأوروبي منذ 1993، ووقعت على اتفاقية دول الاتحاد الأوروبي سنة 1996، إضافةً إلى كونها عضوًا في اتفاقية التجارة الحرة لأوروبا الوسطى، وفي جميع المؤسسات المالية الرئيسية، مثل البنك الدولي وصندوق النقد الدولي والبنك الأوربي للإنشاء والتعمير، وفي منظمة التجارة العالمية.
تأسست جمهورية سلوفينيا -بعد انهيار يوغوسلافيا- على أساس نظام سياسي ديموقراطي متعدد الأحزاب، يمتلك انتخابات منتظمة وصحافة حرة وسجل متميز في مجال حقوق الانسان، وتُعَد أول دولة شيوعية سابقة لم تنفذ ما يُسمي التطهير السياسي. يتشارك السلطة التنفيذية كل من الرئيس المنتخب مباشرةً ورئيس الوزراء، وتتكون السلطة التشريعية من مجلسين: الجمعية الوطنية وتضم 90 عضوًا وهي المسؤول الرئيسي عن التشريع، والمجلس الوطني وهو لجنة استشارية تتكون من ممثلين للمؤسسات الاجتماعية والاقتصادية والمهنية والمحلية. وتراجع المحكمة الدستورية التشريعات للتحقق من موافقتها للدستور.
جرت الانتخابات سنة 1997 لانتخاب كل من الرئيس وأعضاء البرلمان بمجلسيه. قاد الرئيس المنتخب ميلان كوتشان بلاده إلى الاستقلال سنة 1991، وانتُخب أول رئيس لجمهورية سلوفينيا المستقلة سنة 1992، وانتُخب مرة ثانية في نوفمبر 1997. وانتُخب جينيز درونشيك عضو الحزب الديموقراطي الليبرالي رئيسًا للوزراء في أكتوبر سنة 2000، إذ حصل على ثلثي الأصوات في البرلمان.
تتشارك الحكومة وأغلب الأحزاب السلوفينية التوجه العام حول الميل إلى الغرب، ما يتضح في عضويتها في الاتحاد الأوروبي وحلف الناتو، ورغم الخلافات بين الأحزاب اليمينية واليسارية، فإن الخلافات الجوهرية حول السياسة العامة تكاد تنعدم. يقوم المجتمع السلوفيني على التوافق والإجماع، ما ساعد على اعتماد نظام سياسي ديموقراطي اشتراكي. تتأصل جذور الخلافات السياسية في أدوار الاحزاب السياسية والأشخاص إبان الحكم الشيوعي والصراع من أجل الاستقلال.
كانت يوغوسلافيا السابقة جمهورية مزدهرة، وخرجت سلوفينيا من الحرب الانفصالية القصيرة التي استغرقت 10 أيام فقط سنة 1991 دولةً مستقلة لأول مرة في تاريخها. حققت البلاد تقدمًا اقتصاديًا ملحوظًا، وأدت الاصلاحات التي اتُخذت بعد الاستقلال إلى نمو الاقتصاد، ورغم بطء نمو الناتج المحلي الاجمالي، تتمتع سلوفينيا بأعلى دخل فردي بين دول وسط أوروبا. 
اتبعت سلوفينيا نظام الخصخصة وبيع ممتلكات الدولة مثل الأراضي، واتجهت للتبادل التجاري مع الغرب، فوصلت نسبة التجارة مع دول الاتحاد الأوروبي 66%، إضافةً إلى دول أوروبا الشرقية. يمثل تصنيع الآلات والمنتجات المصنعة الأخرى أغلب الصادرات الرئيسية. تبلغ نسبة البطالة 6.6% والتضخم 8.9% ونمو الناتج المحلي 4.8%، والعملة مستقرة وقابلة للتحويل بالكامل ومدعومة باحتياطيات كبيرة، ويتمتع المواطن السلوفيني بمستوى معيشي جيد.
أحرزت سلوفينيا في غضون عقد واحد منذ الاستقلال تقدمًا كبيرًا في مجالات الديموقراطية وحقوق الإنسان والاقتصاد وتنظيم قوتها العسكرية بالتوافق مع الغرب. ومُنح جميع المقيمين الجنسية السلوفينية بصرف النظر عن العِرق لتجنب الوقوع في فخ الطائفية، واستقبلت النازحين بسبب القتال في البوسنة، وبذلك ساهمت في تحقيق الاستقرار في المنطقة. حققت سلوفينيا إنجازًا كبيرًا بالانضمام إلى الاتحاد الأوروبي وحلف الناتو، إضافةً إلى مبادرة التعاون في جنوب شرق أوروبا.
تسعى سلوفينيا إلى الحفاظ على عضويتها في حلف الناتو، لا سيما وقد كانت عضوًا فعالًا في اتفاقيات السلام وتحملت مسؤوليات وأعباء عضويتها في التحالف، حتى أن الولايات المتحدة تنظر إلى سلوفينيا بوصفها تؤدي دورًا فعالًا في استقرار الأمن في المنطقة، وقامت بالكثير من المساهمات لنجاح اتفاقيات السلام في البوسنة والهرسك، إضافةً إلى جهودها في ألبانيا ومقدونيا والجبل الأسود وغيرها من المشاركات الإقليمية الفعالة. تحظى سلوفينيا بدعم الولايات المتحدة لتحقيق الإصلاحات السياسية والاقتصادية والاجتماعية والقانونية والعسكرية، ويرتبط ذلك بدرجة كبيرة بانضمامها إلى الاتحاد الأوروبي.

## الدستور
اُعتمد دستور سلوفينيا في 23 ديسمبر 1991، وأصبح فاعلًا منذ ذلك الحين.

## السلطة التنفيذية
يُنتخب الرئيس بالاقتراع الشعبي لمدة 5 سنوات. وبعد انتخابات الجمعية الوطنية، يرشح الرئيس زعيم حزب الأغلبية أو زعيم تحالف الأغلبية ليصبح رئيس الوزراء، وتنتخبه الجمعية الوطنية. ويختار رئيس الوزراء أعضاء مجلس الوزراء وتنتخبهم الجمعية الوطنية.
| المنصب       | الاسم       | الحزب                        | تولى المسؤولية منذ |
| ------------ | ----------- | ---------------------------- | ------------------ |
| الرئيس       | بوروت باهور | حزب الاشتراكيين الديمقراطيين | 22 ديسمبر 2012     |
| رئيس الوزراء | يانيز يانشا | الحزب السلوفيني الديمقراطي   | 13 مارس 2020       |

## السلطة التشريعية
تتكون الجمعية الوطنية من 90 عضوًا يُنتخبوا لدورة مدتها 4 سنوات. يُنتخب 88 عضوًا بالتمثيل النسبي بنظام دوهانت، وعضوان من الأقليات العِرقية بنظام بوردا، وينتخب الأعضاء رئيس الجمعية الوطنية بحصوله على 46 صوتًا، ويشغل المنصب حاليًا ديجان زيدان.

## الأحزاب السياسية والانتخابات
ما يلي نتائج الانتخابات الرئاسية لسنة 2017:
| المرشح          | الجولة الأولى | الجولة الأولى | الجولة الثانية | الجولة الثانية |
| المرشح          | الأصوات       | النسبة %      | الأصوات        | النسبة %       |
| --------------- | ------------- | ------------- | -------------- | -------------- |
| بوروت باهور     | 355,117       | 47.21         | 378,307        | 53.09          |
| مارجان ساريك    | 186,235       | 24.76         | 334,239        | 46.91          |
| رومانا تومك     | 102,925       | 13.68         |                |                |
| ليودميلا نوفاك  | 54,437        | 7.24          |                |                |
| أندريا سيسكو    | 16,636        | 2.21          |                |                |
| الأصوات الباطلة | 5,634         | 5,634         | 9,255          | 9,255          |
| الإجمالي        | 757,898       | 757,898       | 721,801        | 721,801        |
| الأصوات المسجلة | 1,713,762     | 1,713,762     | 1,713,473      | 1,713,473      |
| المصدر: Volitve |               |               |                |                |